# Molinaseca
Molinaseca ist eine Gemeinde  am Jakobsweg in der Provinz León der Autonomen Region Kastilien-León. Durch den Ort fließt der Río Meruelo.

## Beschreibung
Für die römische Epoche nimmt man an, dass sich hier ein Mansio genanntes Rasthaus und Pferdewechselstelle der Fernstraße Braga–Astorga befand. Die romanische Brücke über den Meruelo wird ebenso als Indiz für die geschichtliche Bedeutung Molinasecas als Durchgangsort gedeutet wie die Anlage des Orts entlang einer Straße, der Calle Real, an der auch das Pilgerhospiz lag und die früher Calle de los Peregrinos, d.h., Pilgerstraße hieß.
Unterhalb der Brücke befindet sich heute eine öffentlich zugängliche und gepflegte Badestelle die viele Pilger und Einheimische erfrischt. 

## Sehenswürdigkeiten
- Barock-Kapelle Virgen de las Angustias
- neoklassizistische Pfarrkirche San Nicolás mit einer Statue des heiligen Rochus im Pilgergewand
- Römische Brücke über den Río Meruelo
- Wappengeschmückte Herrenhäuser entlang der Calle Real